# Charles de Villette
Pour les articles homonymes, voir Villette.
Charles, marquis de Villette, né le 4 décembre 1736, à Paris, où il est mort le 7 juillet 1793, est un écrivain et homme politique français.

## Biographie
Issu d’une famille de financiers de petite noblesse normande, il est le fils de Pierre-Charles de Villette, seigneur du Plessis-Longueau, trésorier général de l’extraordinaire des guerres, et de Thérèse-Charlotte Cordier de Launay, tante de Renée-Pélagie de Montreuil, la future femme du marquis de Sade, recherchée pour son esprit et sa beauté. Il fait ses études au collège Louis-le-Grand, est reçu bachelier, et obtient en 1754 le diplôme de licencié in utroque jure, en droit civil et canon. Son père lui achète alors une charge d’avocat conseiller du roi au Châtelet, mais il la revend au début de la guerre de Sept Ans pour entrer dans la carrière des armes. Il acquiert en 1757 la charge de maréchal des logis général de la cavalerie, puis en 1758 celle de mestre de camp de dragons, et en 1759 celle de premier aide de camp du prince de Condé. Il reçoit en 1763 la croix de Saint-Louis à la suite de blessures au combat, en particulier à la bataille de Minden où son cheval est tué sous lui, mérites qui, entre autres services rendus à la Couronne par son père, valent à ce dernier d'être élevé au rang de marquis en 1763.
Un scandale en 1764 lui vaut une lettre de cachet qui l'expédie pendant six mois dans la citadelle de la Petite-Pierre en Alsace. Libéré après intervention de son père, il lui est cependant ordonné de ne pas paraître dans la capitale : il va alors trouver Voltaire à Ferney qui lui fait un accueil empressé : « J’ai actuellement chez moi pour me ragaillardir, écrit Voltaire, un jeune M. de Villette, qui sait tous les vers qu’on ait jamais faits, et qui en fait lui-même, qui chante, qui contrefait son prochain fort plaisamment, qui fait des contes, qui est pantomime, qui réjouirait jusqu’aux habitants de la triste Genève. » Sa mère, jadis amie intime de Voltaire (amitié qui a fait qu’on a longtemps tenu Villette pour le fils naturel du philosophe) lui avait fait connaître celui-ci. Villette s’attache alors à Voltaire par une affection toute filiale.
Revenu à Paris en 1765, devenu marquis par la mort de son père, il ne tarde pas à s’attirer une réputation de débauché, par ses dépenses et ses amours masculines, par les intrigues scandaleuses qu'il noue avec des femmes à la mode, parmi lesquelles la cantatrice Sophie Arnould, chez laquelle il a avec le comte de Lauraguais une querelle qui le mène à la prison de l’Abbaye où il est enfermé pendant six semaines, puis offre le spectacle d'un couple scandaleux en s'affichant partout avec la célèbre actrice mademoiselle Raucourt, lesbienne déclarée. Acquis aux idées philosophiques, il entre en franc-maçonnerie vers 1777 dans la loge des Neuf Sœurs.

Sous les auspices de Voltaire, qu’il ne craint pas d’appeler son père, Villette se lance dans le monde littéraire, fait beaucoup de vers, concourt à l’Académie française pour des prix qu’il n’obtient pas, et surtout, chante sur tous les tons l’éloge du Patriarche de Ferney, qui le lui rend avec usure, le surnommant le « Tibulle français ». Ses vers légers lui font sa réputation : on lui reconnaît un certain talent mais on égratigne ses qualités d'homme d'esprit et sa puissance de travail en insinuant que « son esprit dépendait en grande partie de celui de ses secrétaires », au premier rang desquels il faut placer Claude-Marie Guyétand. Les critiques des beaux-esprits du temps ne manquent pas : Mme du Deffand l'appelle « un personnage de comédie » ; on rit de la part de renommée qu’il croit pouvoir se tailler dans celle de Voltaire, et cette épigramme rapportée par Grimm court dans Paris au retour du philosophe sur les bords de la Seine en 1778 :
Petit Villette, c’est en vain

Que vous prétendez à la gloire ;

Vous ne serez jamais qu’un nain

Qui montre un géant à la foire.
Au fait des inclinations masculines de Villette, sujet de nombre de ses plaisanteries, Voltaire le marie en 1777, dans l'église de Ferney, à Reine Philiberte Rouph de Varicourt, jeune fille noble et pauvre aussi distinguée par ses vertus que par ses qualités aimables que Voltaire a tirée du couvent et installée chez lui après l'avoir fait adopter par sa nièce Mme Denis, et qu’il n’appelle que « Belle et Bonne ». En février 1778, Voltaire revient à Paris dans le sillage du jeune couple pour voir sa tragédie Irène représentée par la Comédie-Française. Voltaire, malade et épuisé par la vie trépidante que son hôte lui fait mener, meurt à l'hôtel de Villette, où il loge, le 30 mai 1778.
Le mariage n’empêche pas le marquis de Villette, devenu ainsi, selon la parole plaisante du patriarche de Ferney, docteur in utroque, de retourner à ses anciennes amours. Pourtant, plusieurs enfants naîtront, qui mourront en bas âge ou à l'adolescence ; un fils, baptisé en 1792 sous le nom de « Voltaire-Villette », vivra jusqu'en 1859, mais n'aura pas de postérité.
Charles et Philiberte n’en sont néanmoins pas moins fidèles à Voltaire, et contribuent à entretenir le souvenir du philosophe

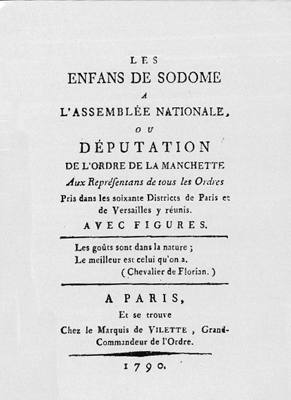
Frontispice des Enfans de Sodome (1790), où Villette est nommément cité.

À l’époque de la Révolution, Villette rédige les cahiers du bailliage de Senlis, dans lesquels il se prononce avec chaleur pour les principes nouveaux, et il écrit des articles révolutionnaires dans la Chronique de Paris. Il brûle publiquement ses lettres de noblesse pour prendre le nom de Charles Villette, et propose que Louis XVI soit dépossédé de ses pouvoirs mais maintenu à la tête de l’État en tant qu'empereur. Après la nationalisation des biens du clergé en 1789, Villette organise le transfert des cendres de Voltaire en l'église abbatiale de Sainte-Geneviève construite par Soufflot, devenue le Panthéon, cérémonie qui a lieu le 11 juillet 1791.
Dans la marée de pamphlets qui s’ensuit, de nombreuses allusions sont faites à son homosexualité, comme dans les Enfants de Sodome à l’Assemblée Nationale, ou dans la Vie du ci-derrière marquis de Villette. Villette répond à ces attaques par l'intermédiaire de son ami Anacharsis Cloots, dit l’« Orateur du genre humain ».
Villette est élu en 1792 député de l’Oise à la Convention nationale, où il a le courage de protester vivement dans une lettre contre les massacres de Septembre. Malade au moment du procès de Louis XVI, il prend cependant part aux votes et se prononce contre l’appel au peuple, pour la détention et le bannissement à la paix ainsi que pour le sursis. Défenseur de l'émancipation des serfs et du droit des femmes, il succombe quelques mois plus tard à une maladie de langueur (peut-être une neurosyphilis) à Paris, et Antoine-Augustin Auger lui succède à la Convention. Bon, dévoué à ses amis, il montre, lors de la Révolution, un vrai courage à soutenir ses opinions à la fois contre les préjugés de la noblesse et contre les excès révolutionnaires.

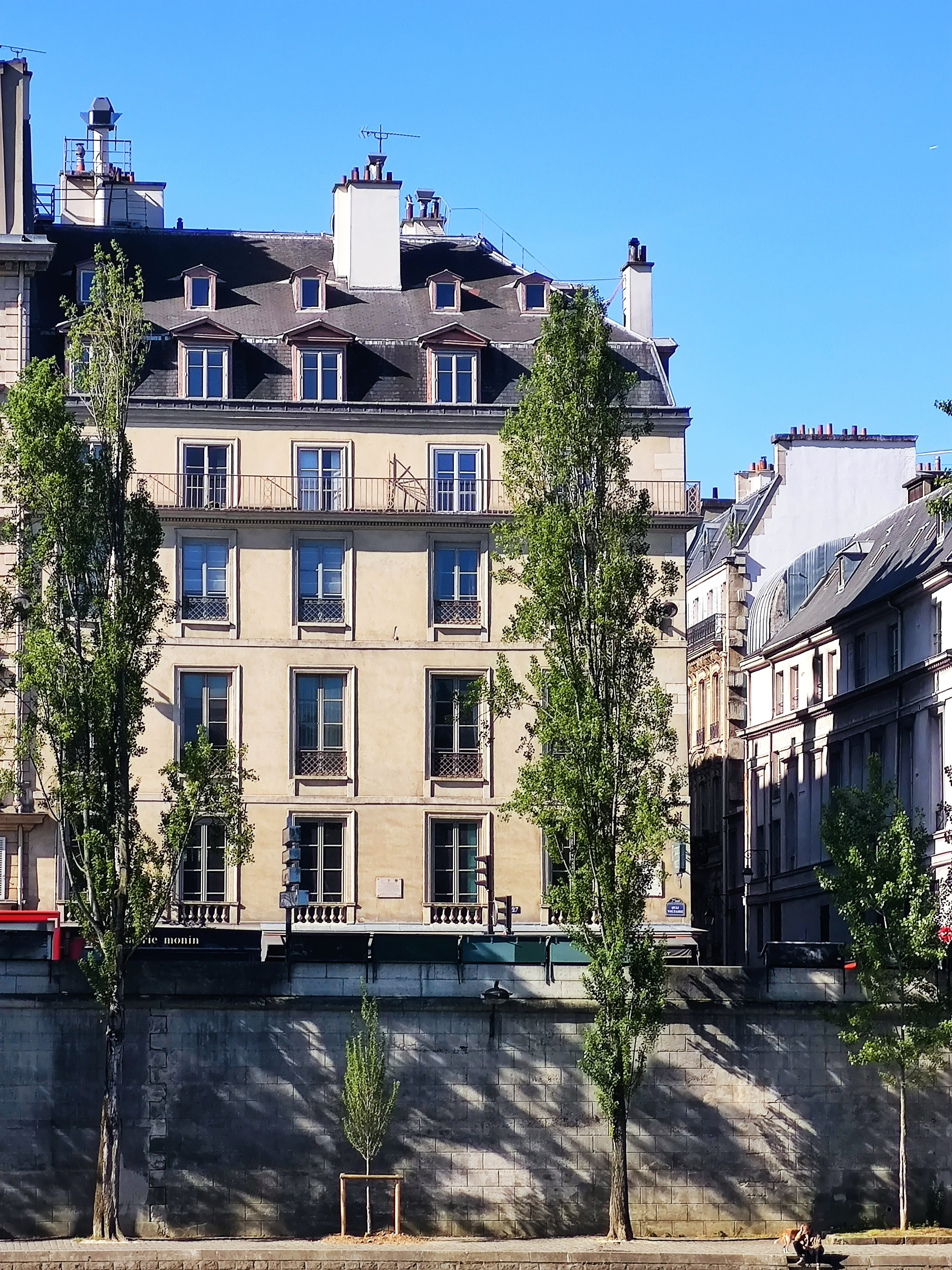
Hôtel de Villette, 27, quai Voltaire, Paris.

Villette a également profité de la Révolution pour prendre la liberté d’effacer, à l’angle de l’hôtel dont il est locataire et que Voltaire a habité à deux reprises et où il est mort, l’inscription « quai des Théatins » pour y substituer « quai de Voltaire ». C’est de cet acte individuel, dû à sa seule initiative et qu’il justifie en disant : « C’est chez moi qu’est mort ce grand homme, son souvenir est immortel comme ses ouvrages. Nous aurons toujours un Voltaire, et nous n’aurons jamais de Théatins » que le quai des Théatins doit d’être débaptisé au profit du nom de son protecteur. Il en conserve le cœur au château de Ferney qu’il a acquis en 1779, dans une urne placée dans un monument, œuvre de Léonard Racle, portant cette inscription : « Son esprit est partout et son cœur est ici ». Après qu'il a dû revendre Ferney en 1785, la relique est transportée à l'hôtel de Villette. Le reliquaire de métal doré, en forme de cœur, est conservé par sa veuve à Paris puis par son fils au château de Villette à Sarron (aujourd'hui un quartier de Pont-Sainte-Maxence), avant d'être saisi en 1864 par le gouvernement, qui le fait placer dans une des salles de la Bibliothèque impériale.

## Œuvres
- Éloge Historique de Charles V, Roi de France, à Paris, chez Grangé, 1767.
- Il publia, avec l’aide du poète jurassien Claude-Marie Guyétand (1748-1811), qui fut son secrétaire particulier (et son nègre) de 1781 à 1793, ses Œuvres complètes en 1784.
- Réflexions d’un maître-perruquier sur les affaires de l’État (1771). Dans cette brochure, Villette reproche vertement au Parlement sa désobéissance envers le Roi.
- Ses articles dans la Chronique de Paris furent rassemblés et publiés en 1792, sous le titre Lettres choisies sur les principaux événements de la Révolution.

## Sources
- Jean Chrétien Ferdinand Hoefer, Nouvelle Biographie générale, t. XV, Paris, Firmin-Didot, 1855, p. 218-9.
- Jeffrey Merrick, The Marquis de Villette and Mademoiselle de Raucourt: Representations of Male and Female Homosexuality in Late Eighteenth-Century France, dans « Homosexuality in Modern France », ed. Jeffrey Merrick and Bryant Ragan (New York, 1996), p. 30-53.
- Patrick Cardon, Les Enfans de Sodome à l’Assemblée Nationale [1790], Lille, Question de genre/GKC, 2005. Comprend le pamphlet « Vie privée et publique du ci-derrière Marquis de Villette, citoyen rétroactif » ainsi que des miscellanées à son sujet (p. 129 ss.)
- Simone et Jean-Charles Pigoni, Le Domaine de Villette – Pont-Sainte-Maxence, brochure, Creil, mai 2008.
- Olivier Blanc, « Charles de Villette député, homosexuel et féministe » in : Actes du colloque Les hommes féministes, Paris, Clermont-Ferrand, 2013, publiés sous la direction de Florence Rochefort et Éliane Viennot aux Presses de l’université de Saint-Étienne en 2013.
- Monique Ferrero, Voltaire la nommait Belle et bonne : la marquise de Villette, un cœur dans la tourmente, M&G Editions, Bourg-en-Bresse, 2007, 323 p.